# Regionaler Naturpark Korsika

Logo des Parks

Der Regionale Naturpark Korsika (frz. Parc naturel régional de Corse) ist ein Naturpark in Frankreich. Er wurde im Jahr 1972 gegründet und erstreckt sich mit einer Fläche von etwa 350.000 ha über ungefähr 40 % der Insel Korsika.

## Geographische Lage
Der Park erstreckt sich über beide Départements Korsikas, Corse-du-Sud sowie Haute-Corse, und schließt dabei ungefähr 80 Gemeinden mit ein. Er hat eine Fläche von etwa 350.000 ha. Durch den Naturpark führen unter anderem der Gebirgspass Col de Bavella und der Fernwanderweg Grande Randonnée 20. Im Nordwesten findet er seine natürliche Grenze an der Meeresküste der Naturschutzgebiete des Golfes von Porto und der Halbinsel La Scandola.
Die Parkverwaltung befindet sich in Ajaccio, außerhalb des Parkgebietes.

## Flora und Fauna
Zu den geographischen Sehenswürdigkeiten, die sich im Gebiet des Naturparks befinden, zählen unter anderem der Forêt de L’Ospédale, Forêt de Bavella, Forêt de Valdu-Niellu, Lac de Nino und die Calanche.
Der Naturpark beheimatet darüber hinaus über 800 verschiedene Tierarten, darunter Fischadler, Steinadler, Bartgeier, Kormorane sowie Mufflons.
Zur Pflanzenwelt des Parks gehören Thymian, Rosmarin, Myrte, Lavendel, Ginster, Erdbeerbäume, Wacholder und Mastixsträucher sowie die auf Korsika beheimatete Macchia, niedrigstämmige Büsche, die bis zu einer Höhenlage von 400 m auf den Hochebenen und an den Berghängen gedeihen. Des Weiteren finden sich in tieferen Gebirgslagen Feigenkakteen (Opuntien), Olivenbäume, Agaven und Aloen. In den höheren Lagen wachsen hingegen Korkeichen, Strandkiefern, Buchen und Edelkastanien und oberhalb von 1500 m Erle und korsische Schwarzkiefern.